# Holafly
Holafly est un fournisseur international de eSIM dont le siège est à Dublin, en Irlande.

## Historique
Holafly a été fondée à Murcie en 2017 par Pedro Máiquez et Lydia Hu,.
En 2019, l’entreprise a intégré le programme d'accélération de Lanzadera,. Grâce à ce programme, Holafly a élargi ses services en proposant des eSIM sans frais de roaming dans des pays tels que l'Allemagne et la France, et a transféré son siège social à Valence.

## eSIM
Précurseur dans l’adoption de la technologie eSIM, Holafly propose des forfaits de données prépayées et illimitées pour les voyageurs internationaux dans plus de 200 pays,.
L’application Holafly est disponible sur iOS et Android. Elle permet notamment de suivre la consommation de données.

## Réception
Dans sa critique pour TechRadar, Ritoban Mukherjee souligne un processus d’intégration « convivial » et un service client « excellent ».